# 인천시 (선거구)
인천시는 대한민국의 옛 국회의원 선거구이다. 당시 경기도 인천시의 전 지역을 관할했다.

## 역사
제9대 국회의원 선거를 앞두고 인천시 동구·중구, 인천시 남구, 인천시 북구 선거구가 통합되면서 인천시 전 지역을 관할하는 선거구로 신설되었다.
제11대 국회의원 선거를 앞두고 인천시 중구·남구, 인천시 동구·북구 선거구로 각각 분리되면서 폐지되었다.

## 역대 국회의원
| 선거   | 정당 | 정당   | 1위 의원 | 정당 | 정당       | 2위 의원 |
| ------ | ---- | ------ | -------- | ---- | ---------- | -------- |
| 1973년 |      | 신민당 | 김은하   |      | 민주공화당 | 류승원   |
| 1978년 |      | 신민당 | 김은하   |      | 민주공화당 | 류승원   |

## 역대 선거 결과

### 대한민국 제9대 국회의원 선거
|  | 42.30% |

|  | 38.88% |

|  | 12.64% |

|  | 6.15% |

### 대한민국 제10대 국회의원 선거
|  | 34.90% |

|  | 31.82% |

|  | 16.33% |

|  | 11.99% |

|  | 4.92% |